# Torre YPF
La Torre YPF (antes llamada torre Repsol-YPF) es un edificio de oficinas ubicado en el barrio de Puerto Madero, en Buenos Aires, Argentina. Es la sede principal de la petrolera argentina YPF. Fue inaugurada a fines de 2008. Alberga las oficinas de la firma donde trabajan más de 2.000 empleados. Fue construida con una inversión de 134 millones de dólares.

## Situación
Se emplaza en el corazón de la zona de Puerto Madero, en la esquina del Boulevard Macacha Güemes y Juana Manso. El terreno en el que se implanta cuenta con 8.500 metros cuadrados, lindando al este con el río de la Plata y al oeste con el centro de la ciudad.
Puerto Madero es el barrio más nuevo de Buenos Aires. Es una zona de gran oferta comercial y gastronómica, de viviendas y oficinas.

## Descripción
Es el tercer edificio diseñado por el arquitecto tucumano César Pelli en la ciudad de Buenos Aires, después de la Torre BankBoston y el Edificio República. Uno de los objetivos fundamentales de la firma al encargar el proyecto fue crear un hito urbano, tanto para la zona como para la ciudad.
En este proyecto se le dio especial importancia a la naturaleza. El corazón del edificio es un pequeño bosque de eucaliptos plantado en el nivel 26 que llega hasta el nivel 31. Se encuentra dentro del edificio estableciendo un fuerte contraste entre la naturaleza y la frialdad de la piel de vidrio. La idea al plantar el bosque en la vidriera fue comunicar las preocupaciones institucionales en relación con el cuidado ecológico. Con el jardín en altura, se rompe completamente la escala de rascacielos, llegando a una escala más humana.
En planta baja también aparece el verde. Una gran pérgola cubierta de plantas demarca el acceso al edificio por el Boulevard Macacha Güemes.
La estructura está cubierta por un muro cortina que forma las fachadas.
Volumétricamente, la torre se compone de dos prismas yuxtapuestos: uno de planta triangular y otro de planta cuadrada, girando 45 grados respecto de la trama urbana. Así se optimizan las visuales al exterior desde los dos volúmenes. A su vez, el volumen de base triangular se ubica del lado este con vistas al río mientras que el de base cuadrada, del lado oeste tiene vistas a la ciudad.
El remate también se destaca en el diseño de la torre. Los dos volúmenes culminan con planos inclinados en direcciones opuestas, con una pequeña diferencia de tamaño entre ambas, dando una impresión que el prisma de base triangular abraza al de base cuadrada.

## Espacios

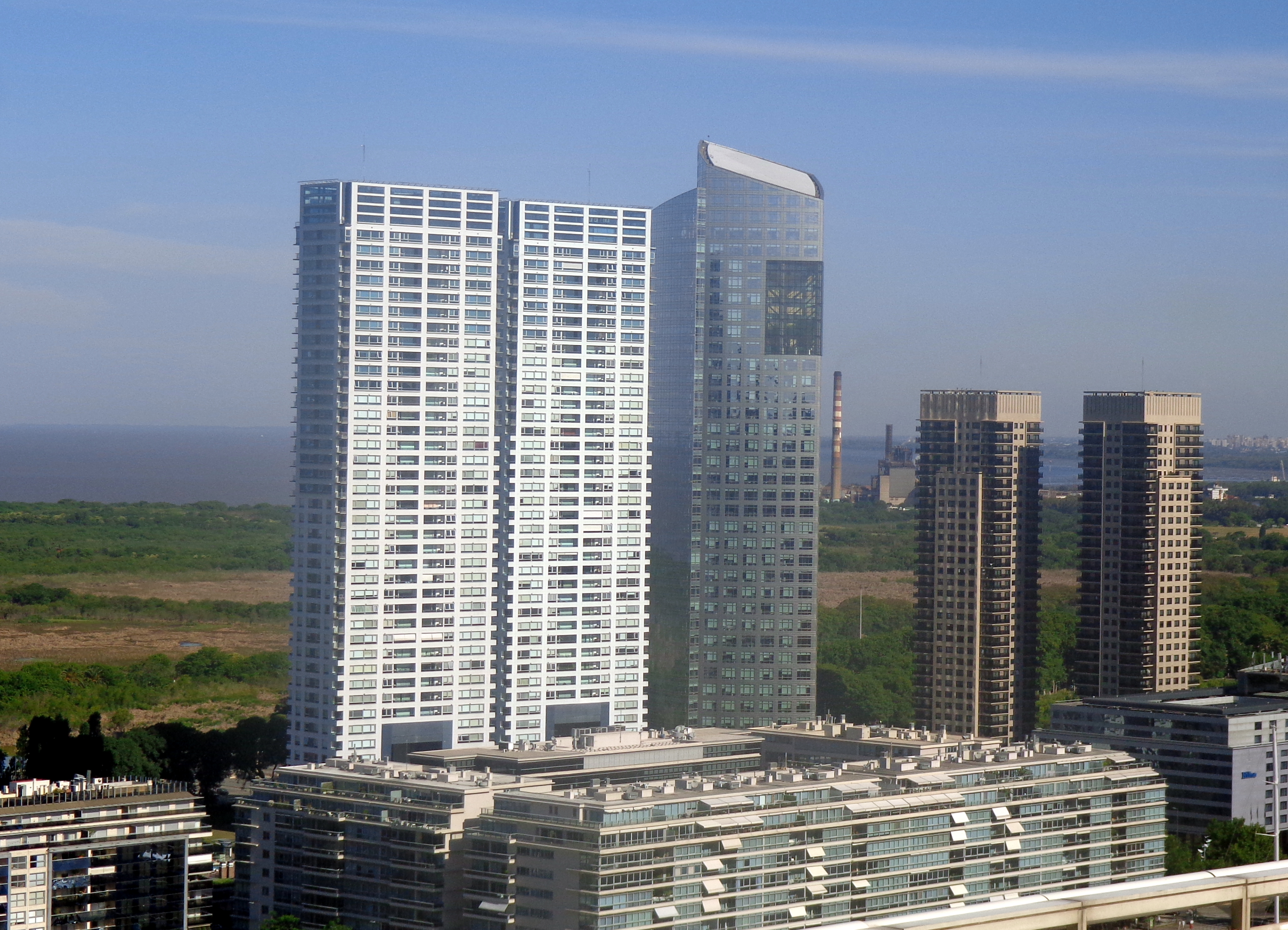
Torre YPF junto a las Torres del Yacht

La torre cuenta con 36 niveles, 33 de los cuales están ocupados por oficinas. Tiene además 3 subsuelos y la planta baja. Una batería de seis ascensores abastece a los pisos bajos y otra igual a los pisos altos.
La planta baja está unificada. Allí no se reconocen los volúmenes. El lobby toma toda la planta y se cierra con vidrio por sus cuatro lados. Los ascensores aparecen en cuña mientras que a un extremo se ubica un anfiteatro para 220 personas desde el cual se puede bajar al auditorio del primer subsuelo.
El núcleo de servicios se ubica en el centro de la planta del edificio. Allí se reúnen escaleras, sanitarios, oficinas y salas de máquinas. Esto ocupa 300 metros cuadrados que significa un 18.5% de la superficie por planta. Desde el revestimiento de vidrios exterior al núcleo hay 10 metros. Así, el resto de la superficie de la planta gana máxima flexibilidad en la distribución de los espacios de trabajo. A su vez, permite un buen aprovechamiento de la luz natural.
El jardín de invierno es visible desde la calle ya que en esa zona del revestimiento de vidrios es completamente translúcida. Esto favorece al ingreso de luz natural y el buen mantenimiento de los árboles. Los árboles son Jacarandá. Desde los distintos espacios del edificio se obtienen vistas de la zona verde. Los árboles crecen en macetas de 2.30 metros de diámetro y 1.85 metros de altura, de acero inoxidable de 5 milímetros de espesor.

## Estructura
La estructura es de hormigón armado sin vigas. Las losas se sostienen con 17 columnas perimetrales y vigas cinta. En el cerramiento se utiliza un muro de cortina de vidrio.
Se crearon entrepisos técnicos de 15 centímetros y plenos de cielo raso de 45 centímetros para pasar las instalaciones.
El vidrio utilizado en la zona del jardín de invierno es transparente y de elementos batientes, permitiendo el reemplazo de los árboles en caso de ser necesario. Estos elementos permanecen cerrados. Se utilizó un sistema de presiones compensadas de muro de cortina, donde la hermeticidad no se logra a través de un sellado sino por medio de encastres mecánicos.
El muro de cortina de vidrios destaca la autonomía de los volúmenes. La fachada Este es abierta, con grandes visuales. La estructura se resuelve con paneles de aluminio claro y paños de cristal Low-E. En la fachada oeste, en cambio predomina el lleno sobre el vacío, que se corta en el gran vacío del jardín interior en sus cinco niveles. La estructura está formada por un entramado de paneles de acero inoxidable sobre una superficie de vidrio.

## Ahorro energético
El edificio cuenta con sistemas de automatización y optimización de todos sus sistemas de seguridad, comunicaciones, electricidad y confort.
Para el ahorro de energía eléctrica, el edificio cuenta con un sistema de iluminación dimerizada que permite regular la luz en todas las zonas de las diferentes plantas, aprovechando y trasladando la luminosidad del edificio al interior.
La torre utiliza una técnica de climatización mediante Sistema VAV (Volumen de Aire Variable).
Contribuye al ahorro de energía, la división de los ascensores en dos baterías, cada una con 6 ascensores, una para los pisos altos y otra para los pisos bajos.

## Galería de imágenes

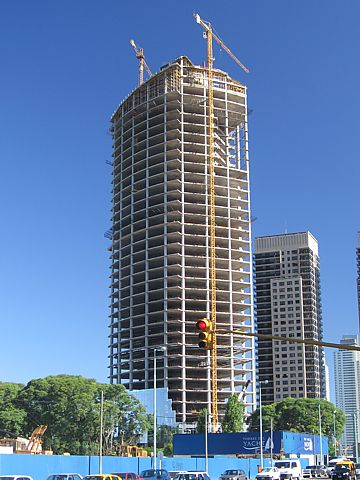
Torre YPF, en construcción enero 2007.
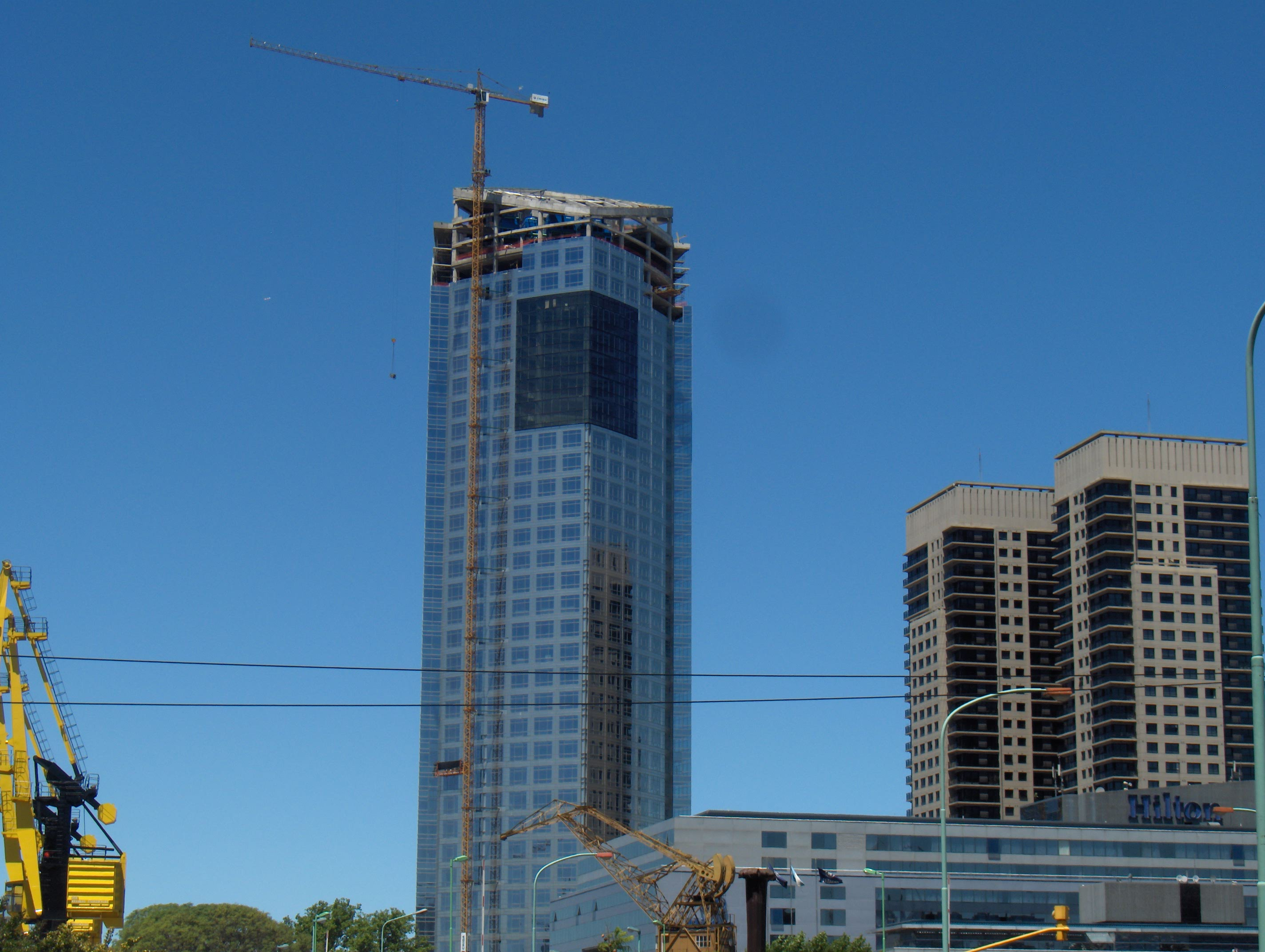
Torre YPF, en construcción diciembre 2007.
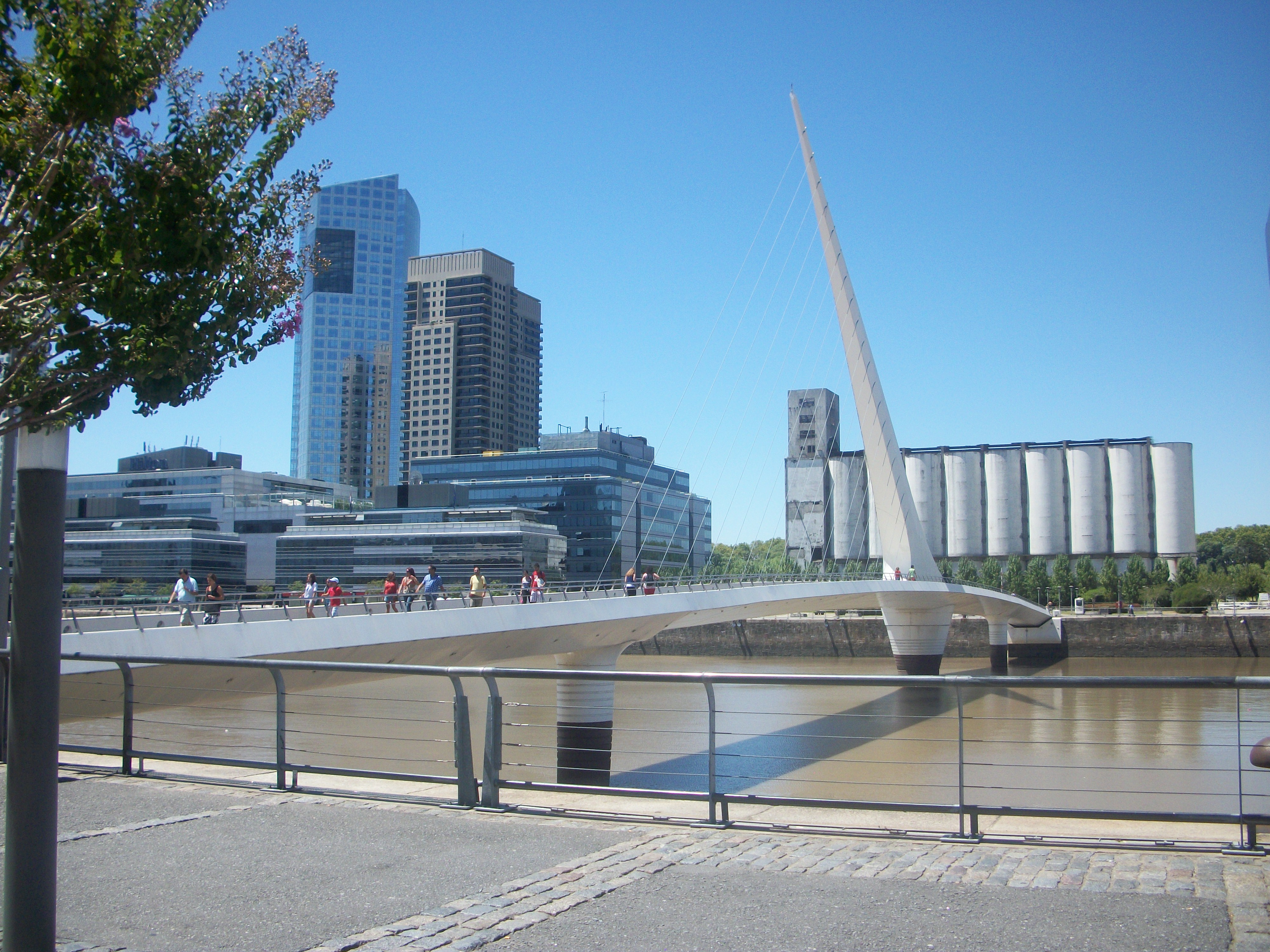
Destaquese la Torre desde el famoso Puente de la Mujer, febrero 2013.